# 大同門
座標: 北緯39度01分21秒 東経125度45分24秒 / 北緯39.02250度 東経125.75667度
大同門（だいどうもん、テドンムン）は、朝鮮民主主義人民共和国（北朝鮮）平壌市中区域にある李氏朝鮮王朝時代の建築物。大同江河畔に建てられた平壌市街の城門であり、平壌市の古くからのランドマークでもあった。
6世紀半ば、高句麗が552年から586年にかけて現在の平壌の場所に都城を築いた際に東門として建設されたのが大同門の原型である。その後この門は何度も破壊・再建されてきた。現在見ることのできる大同門は、文禄の役で焼失したものを1635年に再建したものである。
平壌城には内城・中城・外城・北城の四つの区画があり、このうち内城の東門として重視されたのが大同門であった。南のソウルから平安道へ向かってきた街道は大同江の対岸に達しており、平壌城に入る人はそこから渡し船で大同門の下に着き、門をくぐって市内に入った。大同門の横には練光亭と鐘楼があり、鐘楼には平壌鐘と呼ばれる青銅製の大きな鐘があった。平壌鐘は1714年に火災で失われ、現存するものは1726年に新たに鋳造されたものである。
大同門は、花崗岩の石材を積んで築かれた築台と、その上に建つ二層の門楼・挹灝楼（ゆうこうろう、읍호루、ウポル、広々とした（灝）大同江の流れを汲む（挹）の意）からなる。築台は高さ6.5mで、その中央にアーチ型の大門がある。門楼の屋根までの高さは19mである。門楼の上には、一層目には「大同門」、二層目には「挹灝樓」と書かれた扁額が掲げられている。
現在は朝鮮民主主義人民共和国の国宝（en:National Treasures of North Korea）第4号に指定されている。